# Trescore Cremasco
Trescore Cremasco es una localidad y comune italiana de la provincia de Cremona, región de Lombardía, con 2.889 habitantes.

## Evolución demográfica
| Gráfica de evolución demográfica de Trescore Cremasco entre 1861 y 2001 |
|                                                                         |
| Fuente ISTAT - elaboración gráfica de Wikipedia                         |